# 周希汉
周希汉（1913年8月27日—1988年11月7日），中国人民解放军中将。

## 生平
1955年获二级八一勋章、一级独立自由勋章、一级解放勋章，1988年获一级红星功勋荣誉章。